# راؤول توريس
راؤول توريس (بالإسبانية: Raúl Torres)‏ (26 أغسطس 1996 في المكسيك - ) هو لاعب كرة قدم مكسيكي في مركز الوسط. لعب مع تايجرز أونال.

## وصلات خارجية
- راؤول توريس على موقع قاعدة بيانات كرة القدم.إي يو (الإنجليزية)
- راؤول توريس على موقع Soccerway.com (الإنجليزية)